# Stenorhopalus macer
Stenorhopalus macer là một loài bọ cánh cứng trong họ Cerambycidae.